# Michaił Tiurin
Michaił Władisławowicz Tiurin (ros. Михаил Владиславович Тюрин; ur. 2 marca 1960 w Kołomnie) – inżynier, kosmonauta rosyjski.

## Wykształcenie i praca zawodowa
- 1978 – ukończył szkołę średnią w miejscowości Biełogorsk (obwód amurski) obecnie Rosja.
- 1984 – został absolwentem Moskiewskiego Instytutu Lotnictwa (МАИ – Московский авиационный институт) i uzyskał tytuł inżyniera-mechanika. 10 lipca rozpoczął pracę jako inżynier w jednym z wydziałów Głównego Biura Konstrukcyjnego Rakietowo-Kosmicznej Korporacji „Energia” (ГКБ РКК „Энергия”). Zajmował się dynamiką, balistyką i oprogramowaniem. Pracował tam do zakwalifikowania się do grupy kosmonautów wspomnianej korporacji 1994.

Obecnie zajmuje się psychologicznymi aspektami treningu kosmonautów w zakresie ręcznego sterowania pojazdami kosmicznymi.

## Kariera kosmonauty
- 1992 – po pomyślnym przejściu badań w Instytucie Problemów Medyczno-Biologicznych (ИМБП) został dopuszczony do Głównej Komisji Medycznej i specjalistycznego treningu.
- 1994 – 1 kwietnia decyzją Państwowej Komisji Międzyresortowej (ГМВК) oficjalnie został kosmonautą RKK „Energia”.
- 1996 – zakończył podstawowe przeszkolenie. 25 kwietnia zdał egzaminy przed Międzyresortową Komisją Kwalifikacyjną (МВКК) i uzyskał kwalifikacje kosmonauty-badacza. Do 1997 w grupie kosmonautów przygotowywał się do lotu w ramach programu stacji kosmicznej Mir.
- 1997 – 28 lipca został wyznaczony razem z Jurijem Onufrijenką do składu załogi dublerów pierwszej ekspedycji na Międzynarodową Stację Kosmiczną oraz do załogi podstawowej trzeciej stałej załogi. Po trzech miesiącach treningu Onufrijenkę zastąpił Władimir Dieżurow. Załogę uzupełnił również amerykański astronauta Kenneth Bowersox.
- 1999 – we wrześniu dowódcą trzeciej ekspedycji został ostatecznie inny amerykański astronauta – Frank Culbertson. W niezmienionym już składzie załoga trenowała do 2001.
- 2001 – od 10 sierpnia do 17 grudnia na pokładzie Międzynarodowej Stacji Kosmicznej uczestniczył w realizacji programu trzeciej stałej ekspedycji. W kosmos wystartował na pokładzie wahadłowca Discovery (misja STS-105).
- 2003 – od września rozpoczął szkolenie do kolejnego lotu na ISS. W grudniu został mianowany dowódcą rezerwowej załogi 11 ekspedycji. Początkowo w składzie załogi znalazł się Donald Petit, ale wkrótce zastąpił go Daniel Tani. 15 kwietnia 2005 Tiurin był dublerem dowódcy podstawowej załogi Sojuza TMA-6.
- 2005 – w sierpniu zamienił w załodze rezerwowej 12 ekspedycji Aleksandra Łazutkina, który musiał przerwać trening z powodu choroby. Tym samym znalazł się również w podstawowej załodze Ekspedycji 14. Trening rozpoczął razem z Jeffreyem Williamsem oraz Siergiejem Kostienką. 1 października podczas startu Sojuza TMA-7 był dublerem dowódcy statku kosmicznego. Pod koniec roku międzynarodowa komisja zatwierdzająca składy załóg ISS podjęła decyzję, że podstawową załogę 14 stałej załogi będą stanowić Michael Lopez-Alegria oraz Michaił Tiurin.
- 2006 – wraz z ponownym uruchomieniem misji wahadłowców i powrocie do trzyosobowych załóg Międzynarodowej Stacji Kosmicznej w maju NASA zakomunikowała, że trzecim członkiem Ekspedycji 14 będzie Sunita Williams. Przybędzie ona na stację na pokładzie wahadłowca w grudniu.
18 września wystartował w kosmos na pokładzie statku kosmicznego Sojuz TMA-9.
- 2007 – 21 kwietnia Tiurin, Lopez-Alegria i Charles Simonyi powrócili na Ziemię.

## Loty załogowe
- „Ekspedycja 3 na Międzynarodową Stację Kosmiczną”

10 sierpnia 2001 na pokładzie wahadłowca Discovery (misja STS-105) wystartował w kierunku stacji ISS. Tiurin podczas lotu promu pełnił funkcję specjalisty misji (MS-5). Razem z nim w kosmos polecieli: Scott J. Horowitz (dowódca), Frederick W. Sturckow (pilot) i specjaliści misji Daniel T. Barry (MS-1), Patrick G. Forrester (MS-2), Frank L. Culbertson, Jr. (MS-3) oraz Władimir Dieżurow (MS-4). Dwaj ostatni razem z Tiurinem stanowili ponadto trzecią stałą załogę Międzynarodowej Stacji Kosmicznej. 12 sierpnia wahadłowiec Discovery połączył się z ISS. Po ośmiu dniach wspólnego lotu – 20 sierpnia prom odłączył się od stacji. Na Ziemię powrócili również Jurij W. Usaczow, James S. Voss i Susan J. Helms, czyli załoga Ekspedycji 2. Podczas ponad 4-miesięcznej misji załoga Tiurina kontynuowała prace rozpoczęte przez wcześniejsze załogi stacji. W tym czasie do ISS został dołączony moduł Pirs, który pełni funkcję śluzy powietrznej i zarazem węzła cumowniczego. Tiurin trzykrotnie przebywał poza stacją: 8 października przez prawie 5 godzin, 15 października przez blisko 6 godzin i 3 grudnia przez niecałe 3 godziny. Podczas tych prac zajmował się m.in. montażem dźwigu Strieła, okablowaniem modułu Pirs i eksperymentami na poszyciu modułu Zwiezda. Trzeci spacer kosmiczny Tiurina był wymuszony blokadą węzła cumowniczego modułu Zwiezda. Jej usunięcie umożliwiło przyjmowanie kolejnych statków towarowych serii Progress. Tiurin powrócił na Ziemię razem z załogą wahadłowca Endeavour (misja STS-108) 17 grudnia 2001.

## Odznaczenia i nagrody
- Medal „Złota Gwiazda” Bohatera Federacji Rosyjskiej
- Lotnik-Kosmonauta Federacji Rosyjskiej
- Order „Za zasługi dla Ojczyzny” III klasy
- Order „Za zasługi dla Ojczyzny” IV klasy
- Medal „Za zasługi w podboju kosmosu” (2011, Rosja)[1]
- NASA Distinguished Service Medal – Stany Zjednoczone
- Universal Astronaut Insignia za lot orbitalny (nr 406) – Stowarzyszenie Uczestników Lotów Kosmicznych (Association of Space Explorers(inne języki))[2]

## Wykaz lotów
| Loty kosmiczne, w których uczestniczył Michaił W. Tiurin                   | Loty kosmiczne, w których uczestniczył Michaił W. Tiurin | Loty kosmiczne, w których uczestniczył Michaił W. Tiurin | Loty kosmiczne, w których uczestniczył Michaił W. Tiurin | Loty kosmiczne, w których uczestniczył Michaił W. Tiurin | Loty kosmiczne, w których uczestniczył Michaił W. Tiurin | Loty kosmiczne, w których uczestniczył Michaił W. Tiurin |
| №                                                                          | Data startu                                              | Statek kosmiczny                                         | Data lądowania                                           | Statek kosmiczny                                         | Funkcja                                                  | Czas trwania                                             |
| -------------------------------------------------------------------------- | -------------------------------------------------------- | -------------------------------------------------------- | -------------------------------------------------------- | -------------------------------------------------------- | -------------------------------------------------------- | -------------------------------------------------------- |
| 1                                                                          | 10 sierpnia 2001                                         | STS-105 Discovery F-30                                   | 17 grudnia 2001                                          | STS-108 Endeavour F-17                                   | specjalista misji, inżynier pokładowy ISS                | 128 dni 20 godzin 44 minuty i 56 sekund                  |
| 2                                                                          | 18 września 2006                                         | Sojuz TMA-9                                              | 21 kwietnia 2007                                         | Sojuz TMA-9                                              | dowódca Sojuza TMA-9, inżynier pokładowy ISS             | 215 dni 8 godzin 22 minuty i 22 sekund                   |
| 3                                                                          | 7 listopada 2013                                         | Sojuz TMA-11M                                            | 14 maja 2014                                             | Sojuz TMA-11M                                            | dowódca Sojuza TMA-11M, inżynier pokładowy ISS           | 187 dni 21 godzin 44 minuty i 15 sekund                  |
| Łączny czas spędzony w kosmosie – 532 dni 2 godziny 51 minut i 33 sekundy. |                                                          |                                                          |                                                          |                                                          |                                                          |                                                          |